# Эштедт
Эштедт (нем. Estedt) — деревня в Германии, в земле Саксония-Анхальт. Входит в состав города Гарделеген района Зальцведель.
Деревня Эштедт расположена на автодороге 77 в 6 км к северо-западу от центра Гарделегена. Западнее деревни находится особо охраняемая природная территория — лес Цихтауэр Берге унд Клётцер Форст. В деревне расположен детский центр Хаус Эштедт.
Ранее Эштедт имела статус общины (коммуны). Население составляло 389 человек (на 31 декабря 2009 года). Занимала площадь 14,85 км². 1 января 2011 года вместе с рядом других населённых пунктов вошла в состав города Гарделеген.